# Хахалино (Кемеровская область)
Хаха́лино — деревня в Беловском районе Кемеровской области. Входит в состав Менчерепского сельского поселения.

## География
Центральная часть населённого пункта расположена на высоте 235 м над уровнем моря.

## Население
| 2010 |
| ---- |
| 185  |

### Половой состав
По данным Всероссийской переписи населения 2010 года, в деревне Хахалино проживало 185 человек (95 мужчин, 90 женщин).